# Långtjärnen (Bräcke socken, Jämtland, 696322-148980)
Långtjärnen är en sjö i Bräcke kommun i Jämtland och ingår i Ljungans huvudavrinningsområde. Sjön har en area på 0,253 kvadratkilometer och ligger 331,1 meter över havet. Sjön avvattnas av vattendraget Skalmyrbäcken.

## Delavrinningsområde
Långtjärnen ingår i det delavrinningsområde (696294-148850) som SMHI kallar för Utloppet av Långtjärnen. Medelhöjden är 411 meter över havet och ytan är 3,39 kvadratkilometer. Det finns ett avrinningsområde uppströms, och räknas det in blir den ackumulerade arean 20,78 kvadratkilometer. Skalmyrbäcken som avvattnar avrinningsområdet har biflödesordning 4, vilket innebär att vattnet flödar genom totalt 4 vattendrag innan det når havet efter 178 kilometer. Avrinningsområdet består mestadels av skog (71 procent). Avrinningsområdet har 0,3 kvadratkilometer vattenytor vilket ger det en sjöprocent på 9 procent.